# 種子島時休
種子島 時休（たねがしま ときやす、1902年（明治35年）7月20日 – 1987年（昭和62年）8月7日）は、元大日本帝国海軍技術大佐。大学教授。日本初のジェット機橘花の開発者として著名である。

## 経歴
薩摩国種子島領主であった種子島氏の末裔で、宗家の種子島男爵家の分家筋にあたる。父は海軍造兵大技士で無線通信の専門家だった種子島時彦。その長男として横須賀市の海軍官舎で生まれた。
1921年（大正11年）に海軍機関学校を卒業し、1929年（昭和4年）に海軍大学校選科合格、翌年には東京帝国大学航空学科に入学。1931年（昭和6年）に大野千代子と結婚。1933年（昭和8年）、東京帝大航空学科を卒業。1935年（昭和10年）の4月から2年に渡ってフランスへと留学。帰国後の1938年（昭和13年）6月から海軍航空本部等で勤務する。この頃より、ガスタービン開発に取り組み、また海外で研究の進むジェットエンジンの有用性を痛感。海軍航空技術廠において部下の永野治海軍大尉らとその研究に没頭した。
1943年（昭和18年）には海軍大佐に任ぜられる。1945年（昭和20年）7月、東北帝国大学から工学博士号を授与される。同年8月7日。日本初のジェット機である橘花の試験飛行に成功する。
戦後は1947年（昭和22年）から1955年（昭和30年）にかけて日産自動車に勤務。1957年（昭和32年）には石川島重工業技術研究所顧問となる。1959年（昭和34年）から1970年（昭和45年）には防衛大学校の教授となり、同時期には東海大学教授として教鞭を執った。
定年退官に際し、戦時中若くして散った特攻隊員への謝罪と、技術者としての反省を込め、「太平洋海戦と軍人技術者の反省」という題で文をまとめた。この文の中で「軍人技術者として、軍令部の用兵家に技術面から真実を説得する勇気ある技術者がいなかった結果、戦略上の誤りを正すことができなかった」と、時休は悔恨している。
1972年（昭和47年）には叙勲され、正五位勲三等旭日章を授かる。1979年（昭和54年）、公益社団法人日本ガスタービン学会名誉会員第一号となる。
1987年（昭和62年）、8月7日死去。奇しくもこの日付は橘花初飛行と同じであった。

## ネ20開発

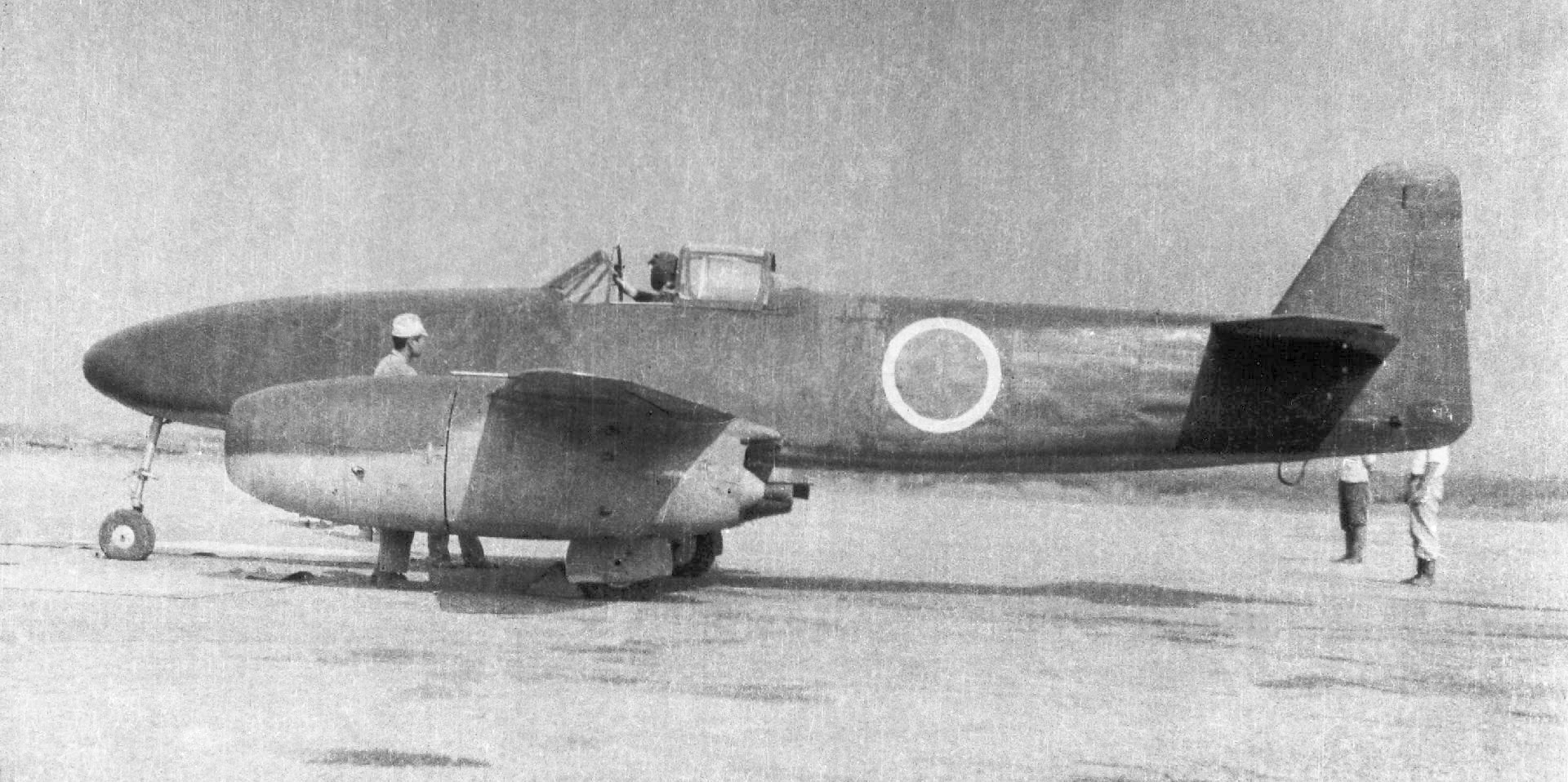
橘花

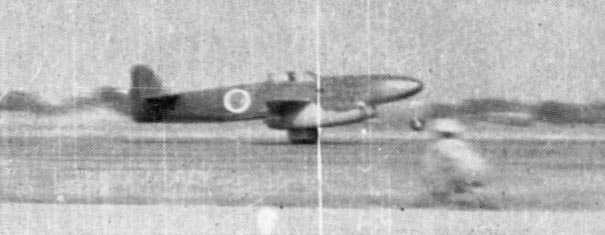
離陸する橘花

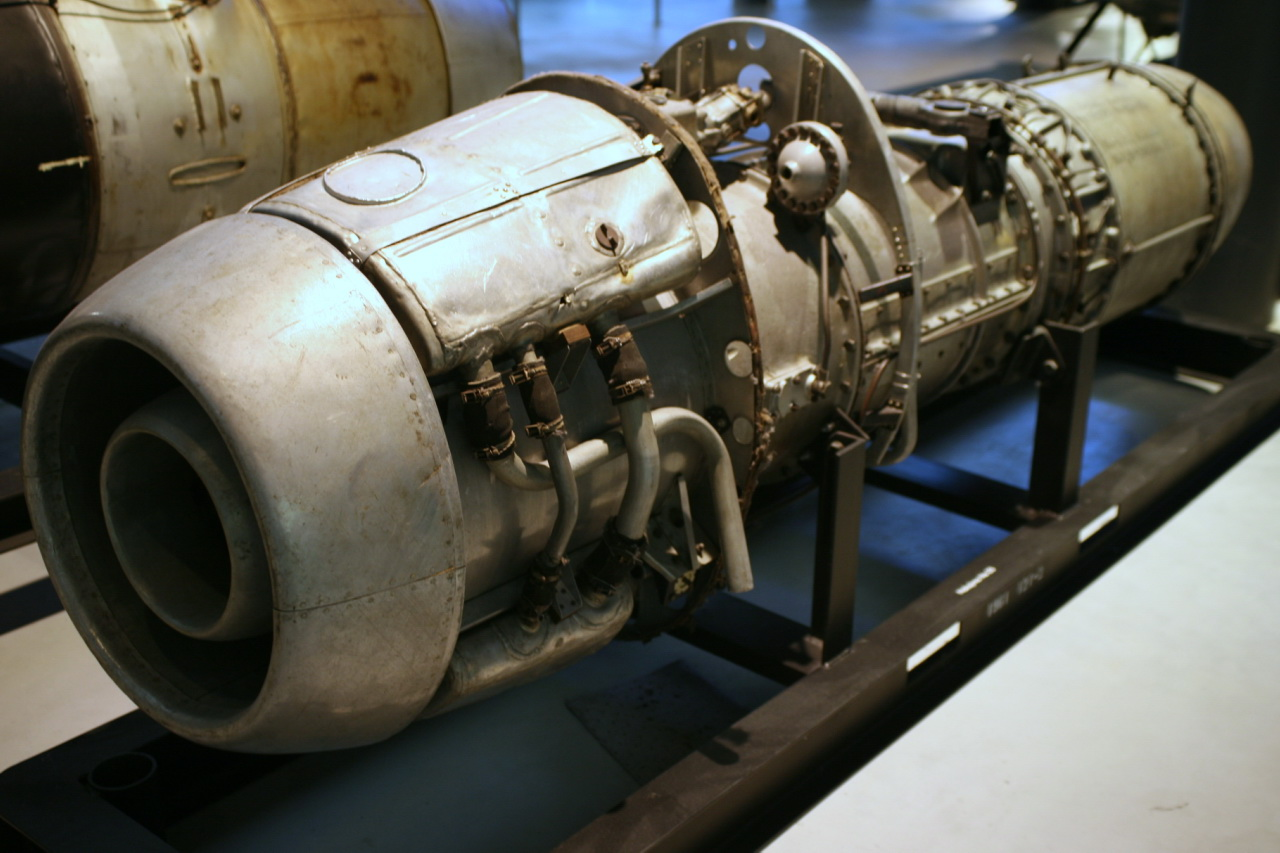
試作二号機から外されたネ20エンジン

ネ12と呼ばれる新型ジェットエンジンの開発が時休大佐指揮の下続けられていたが、1944年（昭和19年）7月、ドイツ派遣潜水艦がドイツからシンガポールに帰投。巌谷英一技術中佐は一足先にBMW製のターボジェットエンジン図面を持って帰国したが、その他多くの資料や部品を積載して帰投してきた伊号第二九潜水艦は、日本への帰投の途中で米潜水艦に撃沈され、それ以外の資料は失われてしまった。
しかし時休は、この時の事を後にこう回想している。
「たった一枚の写真で充分であった。廠長室でこれを見た瞬間に全部が了解できた。全く原理はわれわれのいままでやったのと同じであった。ただ、遠心送風機の代わりに軸流送風機を用い、しかも回転も低く、タービンも楽に設計してある。燃焼室も直流型で伸び伸びとしている。見ただけで、これはうまいと思った」
その他の資料は失われたものの、この一枚の図面を元に時休はジェットエンジンを設計。これにより実用に耐えうるネ20ジェットエンジンの実用の目処が立ったのである。
終戦後、ネ20の多くは機密保持のため破壊されたが、残存の一部はアメリカに接収されて、技術試験を受けて高い評価を受けた。
時休はその後もジェットエンジン開発に携わり、戦後初のジェットエンジンであるJ3の開発に一役買っている。
終戦時、時休は「橘花は１回だけの飛行で消えていくが、将来、ジェット機の時代はやってくる」と述べている。
晩年に永野治に送った手紙には、「老生は、命がけだった当時の記憶を常に思い出しますが、歴史は生きております」と記してある。

## 参考資料
- 井元正流『種子島人列伝』
- 種子島千代子『種子島時休追想録付遺稿抜粋』
- 前間孝則『ジェットエンジンに取り憑かれた男 上 国産ジェット機「橘花」』（講談社+α文庫、2003年） ISBN 4-06-256713-X
- 碇義朗『海軍空技廠 誇り高き頭脳集団の栄光と出発』（光人社、1996年新装版） ISBN 4-7698-0447-4
- 石澤和彦『海軍特殊攻撃機 橘花 日本初のジェットエンジン・ネ20の技術検証』（三樹書房、2006年増補新訂版） ISBN 4-89522-468-6
- 「わが国におけるジェットエンジン開発の経過２」『機械の研究』第21巻第12号（養賢堂、1969年）